# 697

697(육백구십칠)은 696보다 크고 698보다 작은 자연수다.

## 수학
- 합성수로, 그 약수는 1, 17, 41, 697이다. 진약수의 합은 59이므로, 697은 부족수다.
  - 210번째 반소수다. 앞의 반소수는 695, 다음 반소수는 698이다.
- 17번째 칠각수다. 앞의 칠각수는 616, 다음은 783이다.
- 16번째 케이크 수다. 앞의 케이크 수는 576, 다음은 834다.
- {\displaystyle 697=190+231+276}
  - 연속하는 세 육각수의 합으로 나타낼 수 있는 수다. 이 성질을 지닌 앞의 수는 574, 다음 수는 832이다.
- {\displaystyle 697=11^{2}+24^{2}=16^{2}+21^{2}}
  - 서로 다른 두 자연수의 제곱합으로 나타낼 수 있는 수다.
- 피타고라스 삼조의 빗변의 길이이다.
  - {\displaystyle 185^{2}+672^{2}=697^{2}}[a]
  - {\displaystyle 455^{2}+528^{2}=697^{2}}[b]
- {\displaystyle 697=3^{6}-2^{5}}
- {\displaystyle 50^{4}-1}은 697로 나누어떨어진다.

## 과학·기술
- 697 갈릴레아(영어판): 소행성.
- LAZ-697(영어판): 르비우 버스 공장(LAZ)의 중형 버스.

## 교통
- 697번 지방도: 전북특별자치도 완주군 운주면에서 충청남도 공주시 이인면까지 이어지는 대한민국의 지방도.
- 현도 제697호선

## 문화유산
- 대한민국의 보물 제697호: 나옹화상어록 및 나옹화상가송

## 기타
- 연도: 697년, 기원전 697년